# Mossasjön, Småland
Mossasjön är en sjö i Gnosjö kommun i Småland och ingår i Nissans huvudavrinningsområde.